# 3 000 meter hinder för herrar i friidrott vid olympiska sommarspelen 1972
3000 meter hinder för herrar vid olympiska sommarspelen 1972 i München avgjordes 1 och 4 september.

## Medaljörer
| Gren               | Guld            | Guld   | Silver           | Silver | Brons                  | Brons  |
| 3 000 meter hinder | Kip Keino Kenya | 8.23,6 | Ben Jipcho Kenya | 8.24,6 | Tapio Kantanen Finland | 8.24,8 |

## Resultat
- Q innebär avancemang utifrån placering i heatet.
- q innebär avancemang utifrån total placering.
- DNS innebär att personen inte startade.
- DNF innebär att personen inte fullföljde.
- DQ innebär diskvalificering.
- NR innebär nationellt rekord.
- OR innebär olympiskt rekord.
- WR innebär världsrekord.
- WJR innebär världsrekord för juniorer
- AR innebär världsdelsrekord (area record)
- PB innebär personligt rekord.
- SB innebär säsongsbästa.

### Heat
Heat ett
| Placering | Namn              | Nationalitet   | Tid    | Noteringar |
| --------- | ----------------- | -------------- | ------ | ---------- |
| 1         | Tapio Kantanen    | Finland        | 8.24,8 | OR         |
| 2         | Kip Keino         | Kenya          | 8:27.6 |            |
| 3         | Takaharu Koyama   | Japan          | 8:29.8 |            |
| 4         | Gheorghe Cefan    | Rumänien       | 8:33.8 |            |
| 5         | Andy Holden       | Storbritannien | 8:33.8 |            |
| 6         | Toni Feldmann     | Schweiz        | 8:35.8 |            |
| 7         | Steve Savage      | USA            | 8:39.0 |            |
| 8         | Gérard Buchheit   | Frankrike      | 8:41.2 |            |
| 9         | Filbert Bayi      | Tanzania       | 8:41.4 |            |
| 10        | Vitus Ashaba      | Uganda         | 8:45.0 |            |
| 11        | Tadeusz Zieliński | Polen          | 8:49.8 |            |
| 12        | Wigmar Pedersen   | Danmark        | 9:03.0 |            |

Heat två
| Placering | Namn                 | Nationalitet  | Tid    |
| --------- | -------------------- | ------------- | ------ |
| 1         | Ben Jipcho           | Kenya         | 8.31,6 |
| 2         | Mikko Ala-Leppilampi | Finland       | 8:31.8 |
| 3         | Michail Zjelev       | Bulgarien     | 8:35.8 |
| 4         | Willi Maier          | Västtyskland  | 8:37.6 |
| 5         | Akira Takeuchi       | Japan         | 8:40.4 |
| 6         | Sergej Skripka       | Sovjetunionen | 8:41.4 |
| 7         | Jan Voje             | Norge         | 8:42.0 |
| 8         | Hans Menet           | Schweiz       | 8:45.4 |
| 9         | Eddie Leddy          | Irland        | 8:47.4 |
| 10        | Kazimierz Maranda    | Polen         | 8:50.4 |
| 11        | Esau Adenji          | Kamerun       | 9:34.4 |
| 12        | Kerry O’Brien        | Australien    | DNF    |

Heat tre
| Placering | Namn                  | Nationalitet    | Tid    |
| --------- | --------------------- | --------------- | ------ |
| 1         | Pekka Päivärinta      | Finland         | 8.29,0 |
| 2         | Romualdas Bitė        | Sovjetunionen   | 8:30.2 |
| 3         | Jean-Paul Villain     | Frankrike       | 8:30.4 |
| 4         | Josef Horčic          | Tjeckoslovakien | 8:30.6 |
| 5         | Anders Gärderud       | Sverige         | 8:30.8 |
| 6         | Willi Wagner          | Västtyskland    | 8:34.0 |
| 7         | Paul Thijs            | Belgien         | 8:35.0 |
| 8         | John Bicourt          | Storbritannien  | 8:38.8 |
| 9         | Doug Brown            | USA             | 8:41.2 |
| 10        | Panagiotis Nakopoulos | Grekland        | 8:48.4 |
| 11        | Yohannes Mohamed      | Etiopien        | 8:52.6 |
| 12        | Robert Hackman        | Ghana           | 8:57.6 |

Heat fyra
| Placering | Namn                 | Nationalitet    | Tid    | Noteringar |
| --------- | -------------------- | --------------- | ------ | ---------- |
| 1         | Amos Biwott          | Kenya           | 8.23,8 | OR         |
| 2         | Bronisław Malinowski | Polen           | 8:28.2 |            |
| 3         | Dušan Moravčík       | Tjeckoslovakien | 8:33.4 |            |
| 4         | Steve Hollings       | Storbritannien  | 8:35.0 |            |
| 5         | Franco Fava          | Italien         | 8:35.0 |            |
| 6         | Hans-Dieter Schulten | Västtyskland    | 8:39.8 |            |
| 7         | Boualem Rahoui       | Algeriet        | 8:41.0 |            |
| 8         | Spyridon Kontosoros  | Grekland        | 8:41.0 |            |
| 9         | Georges Kaiser       | Schweiz         | 8:45.4 |            |
| 10        | Mike Manley          | USA             | 8:50.4 |            |
| 11        | Sverre Sørnes        | Norge           | 8:54.8 |            |
| 12        | Usaia Sotutu         | Fiji            | 9:12.0 |            |
| 13        | Julio Quevedo        | Guatemala       | 9:28.4 |            |

### Final
| Placering | Namn                 | Nationalitet    | Tid    | Noteringar |
| --------- | -------------------- | --------------- | ------ | ---------- |
| 1         | Kip Keino            | Kenya           | 8.23,6 | OR         |
| 2         | Ben Jipcho           | Kenya           | 8.24,6 |            |
| 3         | Tapio Kantanen       | Finland         | 8.24,8 |            |
| 4         | Bronisław Malinowski | Polen           | 8.28,0 |            |
| 5         | Dušan Moravčík       | Tjeckoslovakien | 8.29,2 |            |
| 6         | Amos Biwott          | Kenya           | 8.33,6 |            |
| 7         | Romualdas Bitė       | Sovjetunionen   | 8.34,6 |            |
| 8         | Pekka Päivärinta     | Finland         | 8.37,2 |            |
| 9         | Takaharu Koyama      | Japan           | 8.37,8 |            |
| 10        | Mikko Ala-Leppilampi | Finland         | 8.41,0 |            |
| 11        | Jean-Paul Villain    | Frankrike       | 8.46,8 |            |
| 12        | Michail Zjelev       | Bulgarien       | 9.02,6 |            |